# Bítovská pahorkatina
Bítovská pahorkatina je geomorfologický podcelek v jihozápadní části Jevišovické pahorkatiny, ležící větší částí v okrese Znojmo v Jihomoravském kraji a menší částí v okrese Třebíč v kraji Vysočina.

## Poloha a sídla

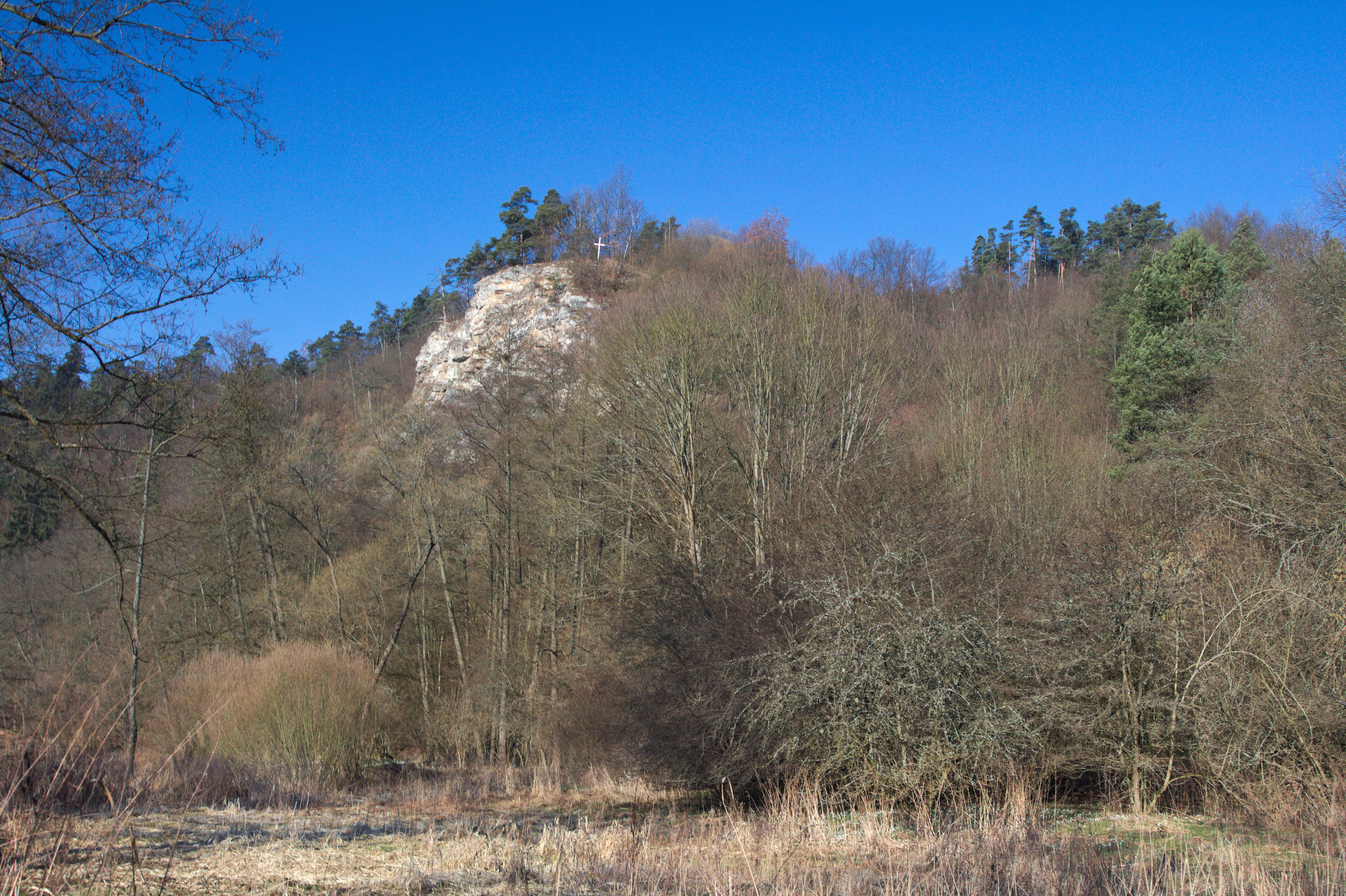
Přírodní rezervace Bílý kříž v Bítovské pahorkatině

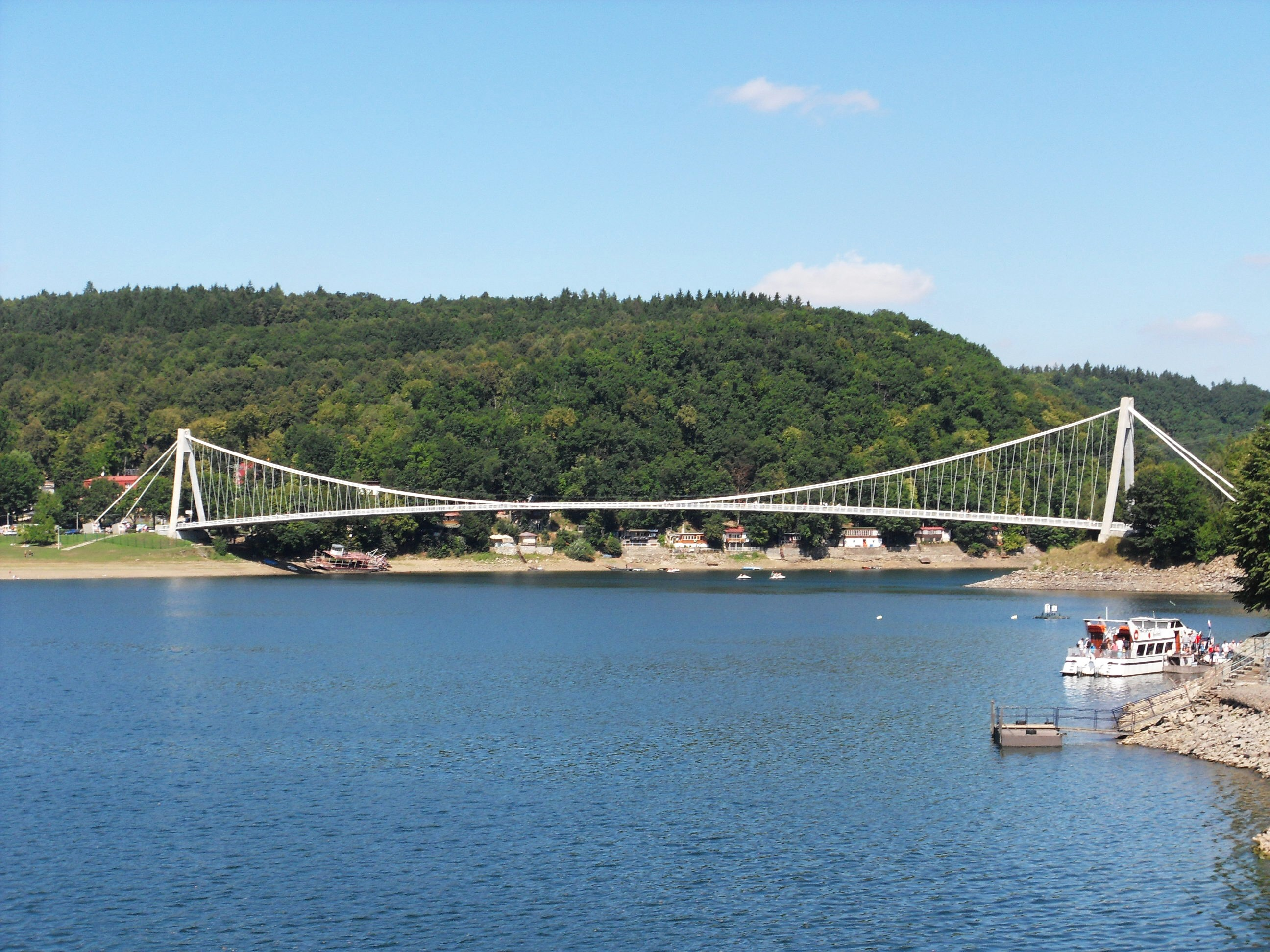
Vranovská přehrada v Bítovské pahorkatině

Podcelek se rozkládá zhruba v prostoru mezi obcemi Šafov (na jihu), Vratěnín (na západě), Dědice (na severu) a Štítary (na východě). Zcela uvnitř podcelku se nacházejí např. obce Dešov, Chvalatice, Bítov, Lančov či Starý Petřín.

## Charakter území
Členitá pahorkatina proříznutá hlubokým údolím Dyje se zaklesnutými meandry, tvořená krystalickými horninami moldanubika a moravika, na nichž spočívají ostrůvky neogenních usazenin. V jejich podloží bývá krystalinikum hluboko tropicky zvětralé. Přítoky Dyje mají na horních tocích plochá úvalovitá údolí, která se směrem po toku zařezávají (např. Želetavka). Ploché povrchy jsou pokryty poli, strmé svahy většinou zalesněné. V údolí Dyje vodní nádrž Vranov.

## Geomorfologické členění
Podcelek Bítovská pahorkatina (dle značení Jaromíra Demka IIC-7B) náleží do celku Jevišovická pahorkatina. Dále se člení na okrsky Dešovská pahorkatina (IIC-7B-1) na severu, Vranovská pahorkatina (IIC-7B-2) na jihu a Uherčická pahorkatina (IIC-7B-3) na západě.
Podcelek sousedí se třemi podcelky Jevišovické pahorkatiny (Jaroměřická kotlina na severovýchodě, Znojemská pahorkatina na jihovýchodě a Jemnická kotlina na západě) a s jedním podcelkem Křižanovské vrchoviny (Brtnická vrchovina na severu).
Geomorfologické členění Bítovské pahorkatiny uvádí následující tabulka:
| Okrsek                | Nejvyšší bod              |
| --------------------- | ------------------------- |
| Dešovská pahorkatina  | Suchá hora (571 m n. m.)  |
| Uherčická pahorkatina | Šibeník (517 m n. m.)     |
| Vranovská pahorkatina | U rozhledny (476 m n. m.) |

## Významné vrcholy
Nejvyšším vrcholem Bítovské pahorkatiny je Suchá hora (571,0 m n. m.).
- Suchá hora (571 m n. m.), Dešovská pahorkatina
- Šibeník (517 m n. m.), Uherčická pahorkatina
- U rozhledny (476 m n. m.), Vranovská pahorkatina